# بيتر كلارك (تنس)
بيتر كلارك (بالإنجليزية: Peter Clarke)‏ مواليد 8 يوليو 1979 في دبلن، هو لاعب كرة مضرب أيرلندي سابق بدأ مسيرته كمحترف سنة 1998 وكان يلعب باليد اليمنى. أعلى تصنيف له في الفردي كان المركز الـ 229 في سنة 2002. أعلى تصنيف له في الزوجي كان المركز الـ 883 في سنة 2000.